# Insuetophrynus acarpicus
La rana di Barrio (Insuetophrynus acarpicus Barrio, 1970) è un anfibio dell'ordine degli Anuri appartenente alla famiglia Rhinodermatidae. È l'unica specie del genere Insuetophrynus.

## Distribuzione e habitat
Insuetophrynus acarpicus è endemica del Cile, ed è stata trovata solamente nella località di Mehuín della Provincia di Valdivia. Non è stata trovata altrove, nonostante svariate ricerche in altri territori vicini. Vive tra i 50 e i 200 metri slm.

## Biologia
Anfibio che vive in piccoli corsi d'acqua e sotto le pietre della foresta temperata del Cile. Si nutre di notte ai margini dei corsi d'acqua. La riproduzione avviene sempre in corsi d'acqua e la specie è caratterizzata da girini che nuotano liberamente.

## Conservazione
Insuetophrynus acarpicus è classificata dalla IUCN Red List come specie in pericolo critico di estinzione (Critically Endangered).